# Placówka wywiadowcza KOP nr 12
Placówka wywiadowcza KOP nr 12 – organ wykonawczy wywiadu Korpusu Ochrony Pogranicza.

## Historia
Placówka w Słobódce

Placówka utworzona została w styczniu 1933 w Słobódce. Podlegała Ekspozyturze Nr 1 Oddziału II Sztabu Głównego w Wilnie. 29 października 1934, wobec nikłego zagrożenia penetracji przy granicy polsko-łotewskiej, została zlikwidowana.
Placówka w Sanoku i Jaśle

W marcu 1939 zorganizowano placówkę wywiadowczą KOP nr 12 w Sanoku. Genezą powołania jednostki był zamiar zwiększenia czujności na południowej granicy Polski po zajęciu Czechosłowacji i uzależnieniu Słowacji przez III Rzeszę na przełomie 1938/1939. Jej zadaniem było prowadzenie pracy wywiadowczej na kierunku Słowacji. W tym celu powstały dwie dodatkowe placówki wywiadu, w tym nr 12 w Sanoku, utworzone w wyniku wydzielenia personelu ekspozytury Oddziału II Sztabu Generalnego Wojska Polskiego. Rozkazem z 20 czerwca 1939 do placówki został przydzielony w charakterze oficera technicznego Tadeusz Hołówkiewicz, który dwa dni później przybył do lokalu jednostki, zlokalizowanego przy ulicy Ogrodowej w sanockiej dzielnicy Błonie. Wówczas personel placówki stanowili: kpt. aeron. Józef Robak, kpt. Neumayer, wizytator cywilny Cajdler, urzędniczka Sajblówna, a po kilku dniach dołączył rtm. Stanisław Franciszek Basiński. Od tego czasu żołnierze placówki podjęli działania organizujące sieć informacyjną, nawiązywali łączność z kierownikami analogicznych placówek w Stryju, Nowym Targu i Cieszynie oraz z oficerami informacyjnymi batalionów KOP będących w składzie 2 Pułku KOP „Karpaty”, jak również z kierownikami placówek Straży Granicznej. Hołówkiewicz prowadził szkolenie techniczne agentów i kurierów, którzy przekazywali informacje ze Słowacji, dowodzące o przygotowaniach do wojny. Uzyskiwane informacje były przekazywane do Centrali SG przez Ekspozyturę nr 50 we Lwowie oraz do sztabu Korpusu w Przemyślu i do sztabu 29 Dywizji Piechoty w Jaśle. W połowie lipca 1939 został zwerbowany do pracy wywiadowczej oficer informacyjny słowackiej Straży Granicznej.
Z dniem 1 sierpnia 1939 placówka nr 12 została przeniesiona z Sanoka do Jasła i została umieszczona w domu Gembarowskiego przy ul. Floriańskiej. Jej miejsce w Sanoku przejęła placówka nr 11, przeniesiona ze Stryja. W sierpniu 1939 placówka wywiadowcza KOP nr 12 „Jasło” podlegała szefowi ekspozytury Oddziału II nr 5 „Lwów”.

## Kierownicy placówki
- p.o. kpt. Klemens Szymkiewicz (15 IV 1934[8] − )
- kpt. aeron. Józef Robak (VI 1939)